# Tim Montgomery
Timothy Montgomery, detto Tim (Gaffney, 28 gennaio 1975), è un ex velocista statunitense.
In carriera è stato campione olimpico e mondiale della staffetta 4×100 metri. Nel 2005 ha ricevuto una lunga squalifica per doping che ha posto fine alla sua carriera sportiva.

## Biografia

### La carriera
Comincia la sua carriera al college come giocatore di basket e football americano. Nel 1996 viene selezionato dalla nazionale statunitense per prendere parte alla staffetta 4×100 m durante i Giochi olimpici di Atlanta, vincendo la medaglia d'argento, pur avendo gareggiato solo in batteria e in semifinale.
La prima grande manifestazione internazionale a cui Montgomery partecipa a livello individuale sono i Mondiali del 1997 svoltisi ad Atene, dove si classifica terzo nella gara dei 100 m piani con il tempo di 9"94.
Fallisce nuovamente la qualificazione ai Giochi olimpici di Sydney 2000 per la gara individuale dei 100 m piani, ma viene convocato nuovamente per la 4×100 m, con la quale seppur gareggiando unicamente in batteria conquisterà il titolo olimpico. Nel 2001 Montgomery si classifica secondo ai Mondiali di Edmonton, sempre sui 100 m piani, con il tempo di 9"85.
Il giorno di gloria di Montgomery sarà il 14 settembre 2002, data in cui, seppur con un forte vento a favore (2,0 m/s), riuscirà ad abbassare di un centesimo di secondo (9"78) il record mondiale dei 100 m piani, precedentemente detenuto da Maurice Greene.

### Lo scandalo doping
Il 13 dicembre 2005 Montgomery verrà squalificato dal Tribunale Arbitrale dello Sport di Losanna per due anni con cancellazione retroattiva a partire dal 31 marzo 2001 di tutti i risultati conseguiti. Ne segue la perdita sia della medaglia d'argento di Edmonton nel 2001, che soprattutto del record mondiale stabilito a Parigi nel 2002.
La sua squalifica rientra nelle indagini che hanno seguito lo scandalo BALCO e che hanno portato alla scoperta di un generalizzato uso di steroidi sintetici all'interno della velocità statunitense.
Lo stesso giorno di Montgomery viene squalificata anche la velocista Chryste Gaines. Coinvolta nella vicenda anche l'allora compagna di Montgomery, la celebre velocista Marion Jones, la quale tuttavia il 6 settembre 2006 verrà assolta sulla base delle controanalisi (salvo poi confessare la propria colpevolezza poco più di un anno dopo, il 5 ottobre 2007). I due hanno divorziato successivamente alla vicenda BALCO. La coppia ha avuto un figlio, Tim Montgomery Jr, nato nel 2003.

## Palmarès
| Anno | Manifestazione  | Sede     | Evento      | Risultato  | Prestazione | Note                                    |
| ---- | --------------- | -------- | ----------- | ---------- | ----------- | --------------------------------------- |
| 1996 | Giochi olimpici | Atlanta  | 4×100 m     | Argento    | 38"05       | [ 2 ]                                   |
| 1997 | Mondiali indoor | Parigi   | 60 m piani  | Semifinale | 6"57        |                                         |
| 1997 | Mondiali        | Atene    | 100 m piani | Bronzo     | 9"94        |                                         |
| 1999 | Mondiali        | Siviglia | 100 m piani | 6º         | 10"04       |                                         |
| 1999 | Mondiali        | Siviglia | 4×100 m     | Oro        | 37"59       | Miglior prestazione mondiale stagionale |
| 2000 | Giochi olimpici | Sydney   | 4×100 m     | Oro        | 37"61       | [ 3 ]                                   |
| 2001 | Mondiali indoor | Lisbona  | 60 m piani  | Argento    | 6"46        | Miglior prestazione personale           |

## Altre competizioni internazionali
2000
- Argento alla Grand Prix Final ( Doha), 100 m piani - 10"27